# Overgangsklasse hockey heren 2015/16
Het seizoen 2015/16 van de Overgangsklasse hockey bij de heren ging van start op 6 september 2015 en zal duren tot 8 mei 2016. Vanuit de Eerste klasse promoveerden Alkmaar, Amersfoort en Phoenix. Vanuit de Hoofdklasse degradeerden Tilburg en Push in het voorgaande seizoen. Aan het eind van de reguliere competitie vinden de play offs voor promotie en degradatie plaats.

## Clubs
De clubs die dit seizoen aantreden in de Overgangsklasse A:
| Club         | Stad                  | Accommodatie                      | Coach                 |
| ------------ | --------------------- | --------------------------------- | --------------------- |
| Alkmaar      | Alkmaar               |                                   |                       |
| Amersfoort   | Amersfoort            |                                   |                       |
| Breda        | Breda                 | Sportpark Burgemeester de Manlaan | Matthijs Brouwer      |
| Cartouche    | Leidschendam-Voorburg | Sportpark Duivesteijn             | Sonja Thomann         |
| HDM          | Den Haag              | Complex Duinzigt                  | Nanco Jansonius       |
| Huizer HC    | Gooise Meren          | Sportpark Bestevaer               | Robert-Jan Cox        |
| Myra         | Amstelveen            | Sportlaan Oost                    | Karel Klaver          |
| UHC Qui Vive | Uithoorn              | De Kwakel                         | Wouter Otto           |
| Ring Pass    | Delft                 | Sportpark "Hof van Delft"         | Frank-Jan van Waveren |
| Rood-Wit     | Bloemendaal           | Marienweide                       | Wieger Wiese          |
| Tilburg      | Tilburg               |                                   |                       |
| Union        | Heumen                | Sportpark De Kluis                | Pancho van de Broek   |

De clubs die dit seizoen aantreden in de Overgangsklasse B:
| Club          | Stad        | Accommodatie                | Coach               |
| ------------- | ----------- | --------------------------- | ------------------- |
| Almere        | Almere      | Sportpark Klein Brandt      | Alex Verga          |
| Gooische      | Hilversum   | einde v/d Meerweg           | Rob Bianchi         |
| MHC HBS       | Bloemendaal | Complex 'Bleek en Berg'     | Rolf Meurkens       |
| HIC           | Amstelveen  | Sportpark Escapade          | Dirk Verhagen       |
| HCKZ          | Den Haag    | Sportpark Klein Zwitserland | Peter Kalfsterman   |
| Laren         | Laren       | Sportpark Eemnesserweg      | Rogier Lommel       |
| LOHC          | Leiden      | Sportpark de Krogt          | Craig Sieben        |
| NMHC Nijmegen | Nijmegen    | Sportpark d'Almarasweg      | Christian Cavallet  |
| Phoenix       | Zeist       |                             |                     |
| Push          | Breda       |                             |                     |
| Victoria      | Rotterdam   | Sportpark Kralingseweg      | Boudewijn van Eijck |
| Were Di       | Tilburg     | Sportpark IJsclubweg        | Steven Hendrickx    |

## Ranglijst
OVK A
| pos | club            | gs | w  | g | v  | pnt | dv | dt | ds  |
| --- | --------------- | -- | -- | - | -- | --- | -- | -- | --- |
| 1.  | Qui Vive        | 22 | 17 | 4 | 1  | 55  | 82 | 33 | +49 |
| 2.  | Tilburg         | 22 | 16 | 5 | 1  | 53  | 74 | 35 | +39 |
| 3.  | hdm             | 22 | 16 | 4 | 2  | 52  | 89 | 30 | +59 |
| 4.  | Breda           | 22 | 11 | 4 | 7  | 37  | 51 | 43 | +8  |
| 5.  | Huizen          | 22 | 10 | 6 | 6  | 36  | 48 | 53 | -5  |
| 6.  | Cartouche       | 22 | 10 | 5 | 7  | 35  | 58 | 43 | +15 |
| 7.  | Union           | 22 | 7  | 3 | 12 | 24  | 46 | 49 | -3  |
| 8.  | Ring Pass Delft | 22 | 7  | 3 | 12 | 24  | 38 | 62 | -24 |
| 9.  | Alkmaar         | 22 | 6  | 1 | 15 | 19  | 37 | 70 | -33 |
| 10. | Amersfoort      | 22 | 5  | 2 | 15 | 17  | 32 | 60 | -28 |
| 11. | Rood-Wit        | 22 | 4  | 2 | 16 | 14  | 35 | 62 | -27 |
| 12. | Myra            | 22 | 3  | 1 | 18 | 10  | 35 | 85 | -50 |

OVK B
| pos | club              | gs | w  | g | v  | pnt | dv | dt | ds  |
| --- | ----------------- | -- | -- | - | -- | --- | -- | -- | --- |
| 1.  | Almere            | 22 | 14 | 2 | 6  | 44  | 64 | 35 | +29 |
| 2.  | Victoria          | 22 | 12 | 7 | 3  | 43  | 55 | 39 | +16 |
| 3.  | Push              | 22 | 12 | 3 | 7  | 39  | 60 | 49 | +11 |
| 4.  | Laren             | 22 | 11 | 5 | 6  | 38  | 59 | 45 | +14 |
| 5.  | HIC               | 22 | 11 | 3 | 8  | 36  | 59 | 49 | +10 |
| 6.  | Nijmegen          | 22 | 10 | 4 | 8  | 34  | 48 | 43 | +5  |
| 7.  | Gooische          | 22 | 9  | 2 | 11 | 29  | 39 | 47 | -8  |
| 8.  | Were Di           | 22 | 9  | 2 | 11 | 29  | 56 | 69 | -13 |
| 9.  | Leiden            | 22 | 7  | 2 | 13 | 23  | 55 | 68 | -13 |
| 10. | HBS               | 22 | 5  | 6 | 11 | 21  | 45 | 55 | -10 |
| 11. | Phoenix           | 22 | 5  | 4 | 13 | 19  | 48 | 72 | -24 |
| 12. | Klein Zwitserland | 22 | 3  | 8 | 11 | 17  | 32 | 49 | -17 |

### Legenda
| Kleur | Kwalificatie voor                                           |
| ----- | ----------------------------------------------------------- |
|       | Kampioen overgangsklasse, promotie naar hoofdklasse         |
|       | Promotie naar hoofdklasse via Play-offs                     |
|       | Play-offs om promotie naar de hoofdklasse                   |
|       | Play-offs tegen degradatie naar de eerste klasse            |
|       | Degradatie naar de eerste klasse na verlies in de Play-offs |
|       | Degradatie naar de eerste klasse                            |

## Play-offs promotie
Na de reguliere competitie werd het seizoen beslist door middel van play-offs om te bepalen wie er promoveert naar de Hoofdklasse 2016/17. Er wordt gespeeld volgens het best-of-three principe: ieder duel moet een winnaar opleveren, al dan niet via verlenging en eventueel shoot-outs). 
Qui Vive werd kampioen van de Overgangsklasse en promoveerde voor het eerst in de historie naar de Hoofdklasse. Tilburg werd de beste nummer 2 en strijd samen met Almere tegen de nummer de 10 en 11 uit Hoofdklasse dit seizoen. Zie voor het vervolg: Hoofdklasse hockey heren 2015/16#Promotie/degradatie play-offs
Play off kampioenschap Overgangsklasse
| Datum              | Wedstrijd         | Uitslag       | Scoreverloop | Scheidsrechters        |
| ------------------ | ----------------- | ------------- | --- | ---------------------- |
| 11 mei 2016, 20:30 | Almere - Qui Vive | 1 - 2 (0 - 1) | 0-1 Jari Jansen (sc), 1-1 Huub de With (sc), (in verlenging) 1-2 Mark Weber (sc)                                           | J. Andela W.M. Sinnige |
| 14 mei 2016, 15:00 | Qui Vive - Almere | 3 - 2 (0 - 2) | 0-1 Koen van Makersveld, 0-2 Dider Meijer (sc), 1-2 Thijmen Gunther, 2-2 Tom Gunther, (in verlenging) 3-2 Wouter Haremaker | S. Hovens L. Hendrikx  |

Play off nummer 2 Overgangsklasse
| Datum              | Wedstrijd          | Uitslag       | Scoreverloop                                                                   | Scheidsrechters                  |
| ------------------ | ------------------ | ------------- | ------------------------------------------------------------------------------ | -------------------------------- |
| 12 mei 2016, 20:30 | Victoria - Tilburg | 3 - 7 (1 - 2) |                                                                                | H. Hilhorst B. Verwer            |
| 14 mei 2016, 16:00 | Tilburg - Victoria | 3 - 1 (1 - 1) | 1-0 Joep de Natris, 1-1 Thijs van de Kamp, 2-1 Joep de Natris, 3-1 Jaap Groels | B. Plaisant v/d Wal S. O'Donnell |

Heren: 1981/82 · 1982/83 · 1983/84 · 1984/85 · 1985/86 · 1986/87 · 1987/88 · 1988/89 · 1989/90 · 1990/91 · 1991/92 · 1992/93 · 1993/94 · 1994/95 · 1995/96 · 1996/97 · 1997/98 · 1998/99 · 1999/00 · 2000/01 · 2001/02 · 2002/03 · 2003/04 · 2004/05 · 2005/06 · 2006/07 · 2007/08 · 2008/09 · 2009/10 · 2010/11 · 2011/12 · 2012/13 · 2013/14 · 2014/15 · 2015/16 · 2016/17 · 2017/18 · 2018/19

Dames: 1981/82 · 1982/83 · 1983/84 · 1984/85 · 1985/86 · 1986/87 · 1987/88 · 1988/89 · 1989/90 · 1990/91 · 1991/92 · 1992/93 · 1993/94 · 1994/95 · 1995/96 · 1996/97 · 1997/98 · 1998/99 · 1999/00 · 2000/01 · 2001/02 · 2002/03 · 2003/04 · 2004/05 · 2005/06 · 2006/07 · 2007/08 · 2008/09 · 2009/10 · 2010/11 · 2011/12 · 2012/13 · 2013/14 · 2014/15 · 2015/16 · 2016/17 · 2017/18 · 2018/19